# Ramnagar (dystrykt Barabanki)
Ramnagar – miasto w północnych Indiach w stanie Uttar Pradesh, na Nizinie Hindustańskiej.
Populacja miasta w 2001 roku wynosiła 12 416 mieszkańców.